# Левковцы (Тульчинский район)
Левковцы (укр. Левківці) — село на Украине, находится в Тульчинском районе Винницкой области.
Код КОАТУУ — 0524384301. Население по переписи 2001 года составляет 928 человек. Почтовый индекс — 23615. Телефонный код — 4335.
Занимает площадь 3,966 км².

## Адрес местного совета
23615, Винницкая область, Тульчинский р-н, с. Левковцы, ул. Ленина, 26